# エイズ根絶性病撲滅国民運動太陽新党
エイズ根絶性病撲滅国民運動太陽新党（エイズこんぜつせいびょうぼくめつこくみんうんどうたいようしんとう、略称「太陽新党」）は、かつて存在した日本の政治団体。

## 沿革
- 1986年 花輪春造（治三）が第14回参議院議員通常選挙の「老人福祉党」（代表：有田正憲）の公認候補として、比例代表区から出馬。

同選挙以前から花輪は、時に有田と行動を共にし、幾つかの立候補歴があった。なお花輪は本職は浪曲師で、「玉川勝若」という芸名を持っていたとされる。
- 1987年7月9日 「太陽振興会」設立届出。
- 1988年 「太陽新党」に改称。
- 1989年 「エイズ根絶性病撲滅国民運動太陽新党」に改称（代表：花輪治三、会計責任者：福田撫子）。
- 同年の第15回参議院議員通常選挙には、東京都選挙区に1名（小林寿夫）、比例代表区に花輪以下9名を擁立したが、全員落選した。同党の公認候補擁立は同選挙のみに留まっている。

政見放送には党首の花輪だけが登場し、主要政策として、エイズの根絶、結婚時におけるエイズ検査の推進、性病の予防、青少年の非行防止、国営での公娼制度の復活による性犯罪防止を主張し、自作の「いやいや音頭」を熱唱し、性道徳の確立を訴えた。この政見放送によればカセットテープをレコード会社（会社は不明）から実際に発売したとのことで、JASRACのデータベースにも収録されている（管理番号008-0385-5）。軽快な浮かれ節に乗せた、その余りに衝撃的な内容が後々まで語り継がれ、『日本インディーズ候補列伝』の付録DVDにも載録された。
- 1993年 『政治団体名簿』に記載が見られなくなる。

これは福田拓泉・撫子夫妻系諸政党の活動一時休止時期にほぼ合致する。

## 関連資料
- 大川豊著 『日本インディーズ候補列伝』(DVD付)　扶桑社　2007年　ISBN 9784594053970